# Paradoja de Leontief
La paradoja de Leontief debe su nombre a su autor, Wassily Leontief (1906-1999), según el cual, si se concibe a la mano de obra no como una mercancía homogénea sino por categorías, los países industrializados disponen de una oferta más abundante de mano de obra bastante educada o de fuerza de trabajo cualificada (en la que se ha realizado una elevada inversión de capital) que de otros tipos.
La paradoja fue formulada al investigar el Modelo Hecksher-Ohlin (expuesto por Eli Heckscher y reformulado por Bertil Ohlin), según el cual en las exportaciones de los países desarrollados predominan los bienes intensivos en capital, en cambio, los países menos desarrollados exportan especialmente bienes intensivos en mano de obra. Sin embargo, Leontief observó que las exportaciones de Estados Unidos son más intensivas en fuerza de trabajo calificada que en capital.
Entonces las exportaciones de los países industriales suponen una mayor proporción de profesionales, como científicos e ingenieros, y de técnicos, lo que significa que tales países aprovechan estos factores de producción más abundantes. Las exportaciones de los países menos desarrollados son muy intensivas en manos de obra, pero menos cualificada y en ocasiones pueden ser intensivas en capital, en parte como resultado de inversiones transnacionales.